# Intelligent Network Application Part
Intelligent Network Application Part (INAP) je signalizační protokol používaný v telekomunikacích v architektuře Inteligentních sítí (IN). Je součástí rodiny protokolů SS7 a obvykle pracuje nad TCAP. Může být chápán jako logika pro řízení telekomunikačních služeb přenesených z tradičních přepojovacích bodů (switching points) na počítačovou platformu nezávislou na službách.

## Popis
Logika a data Inteligentní sítě (IN) jsou soustředěny v malém počtu informačních serverů SCP (Service Control Point), které komunikují s přepojovacími body SSP (Service Switching Point) pomocí signalizační sítě (SS7). SSP mají přídavné programové vybavení umožňující podle volaného čísla rozlišit běžné spojení od služeb IN. Typickou aplikací IN je služba převodu čísel (Number Translation service). SSP pro služby IN posílají zprávu IDP (INAP Initial Detection Point) na SCP, který vrací INAP zprávu Connect obsahující geografické číslo, na které se má spojení směrovat. Například neplacené linky ve Velké Británii používají telefonní čísla začínající 0800. Tato čísla se převádějí na geografická čísla pomocí IN. Telefonní ústředny rozpoznávají čísla začínající 0800, převádějí je na IN trigger a pro směrování navazují spojení do IN.
Použití databázových technologií umožňuje pružnou aktualizaci dat a poskytování dalších služeb, např. UPT (Universal Personal Telecommunication), televoting, CCBS (Completion of Call to Busy Subscriber, dokončení volání k obsazenému účastníkovi – spojení na obsazeného účastníka bude provedeno, jakmile se jeho linka uvolní), CRD (Call Retorting Distribution – zkrácení komunikační cesty při vícenásobném přesměrování), SPL (Split Charging – sdílení poplatků; režim, kdy část poplatků hradí volající a část volaný účastník).
Mezinárodní telekomunikační unie (ITU) definuje několik úrovní (capability levels) protokolu INAP počínaje Capability Set 1 (CS-1). Rozšířenou formou INAP je CAMEL (Customised Applications for Mobile networks Enhanced Logic), která vychází z CS-2.

## Implementace
INAP zprávy jsou definovány pomocí ASN.1 a kódovány pomocí BER. Pro jejich přenos a rozlišování jednotlivých transakcí se používá TCAP, který pro směrování zpráv používá SCCP.